# ヴィッラロマニャーノ
ヴィッラロマニャーノ（伊: Villaromagnano）は、イタリア共和国ピエモンテ州アレッサンドリア県にある、人口約700人の基礎自治体（コムーネ）。

## 地理

### 位置・広がり
| 隣接するコムーネは以下の通り。 - カルボナーラ・スクリーヴィア - チェッレート・グルーエ - コスタ・ヴェスコヴァート - パデルナ - サレッツァーノ - スピネート・スクリーヴィア - トルトーナ |

### 地震分類
イタリアの地震リスク階級 (it) では、3 に分類される
。

## 行政

### 分離集落
ヴィッラロマニャーノには、以下の分離集落（フラツィオーネ）がある。
- Fonti, Romagnano, Ridotto, Monteghellino